# ATP-toernooi van Taipei
Het ATP-toernooi van Taipei (ook bekend onder de naam Taipei Grand Prix) was een tennistoernooi van de ATP-Tour dat tussen 1977 en 1984 en eenmalig in 1992 plaatsvond op indoor tapijtbanen.

## Finales

### Enkelspel
| Jaar    | Winnaar          | Finalist         | Score              |
| ------- | ---------------- | ---------------- | ------------------ |
| 1992    | Jim Grabb        | Jamie Morgan     | 6–3, 6–3           |
| 1985-91 | Niet gehouden    | Niet gehouden    | Niet gehouden      |
| 1984    | Brad Gilbert     | Wally Masur      | 6–3, 6–3           |
| 1983    | Nduka Odizor     | Scott Davis      | 6–4, 3–6, 6–4      |
| 1982    | Brad Gilbert     | Craig Wittus     | 6–1, 6–4           |
| 1981    | Robert Van't Hof | Pat DuPré        | 7–5, 6–2           |
| 1980    | Ivan Lendl       | Brian Teacher    | 6–7, 6–3, 6–3, 7–6 |
| 1979    | Robert Lutz      | Pat DuPré        | 6–3, 6–4, 2–6, 6–3 |
| 1978    | Brian Teacher    | Tom Gorman       | 6–3, 6–3, 6–3      |
| 1977    | Tim Gullikson    | Ismail El Shafei | 6–7, 7–5, 7–6, 6–4 |

### Dubbelspel
| Jaar    | Winnaars                        | Runners-up                        | Score         |
| ------- | ------------------------------- | --------------------------------- | ------------- |
| 1992    | John Fitzgerald Sandon Stolle   | Patrick Baur Christo van Rensburg | 7–6, 6–2      |
| 1985-91 | Niet gehouden                   | Niet gehouden                     | Niet gehouden |
| 1984    | Ken Flach Robert Seguso         | Drew Gitlin Hank Pfister          | 6–1, 6–7, 6–2 |
| 1983    | Wally Masur Kim Warwick         | Ken Flach Robert Seguso           | 7–6, 6–4      |
| 1982    | Larry Stefanki Robert Van't Hof | Fred McNair Tim Wilkison          | 6–3, 7–6      |
| 1981    | Mike Bauer John Benson          | John Austin Mike Cahill           | 6–4, 6–3      |
| 1980    | Bruce Manson Brian Teacher      | John Austin Ferdi Taygan          | 6–4, 6–0      |
| 1979    | Mark Edmondson John Marks       | Pat DuPré Robert Lutz             | 6–1, 3–6, 6–4 |
| 1978    | Sherwood Stewart Butch Walts    | Mark Edmondson John Marks         | 6–2, 6–7, 7–6 |
| 1977    | Chris Delaney Pat DuPré         | Steve Docherty Tom Gorman         | 7–6, 7–6      |

ITF-toernooien (mannen en vrouwen)

ATP-toernooien (mannen) – ATP-seizoen 2025

WTA-toernooien (vrouwen) – WTA-seizoen 2025

Voormalige toernooien mannen
Voormalige toernooien vrouwen
Voormalige amateurtoernooien